# Sint-Jozef Arbeiderkerk (Dendermonde)

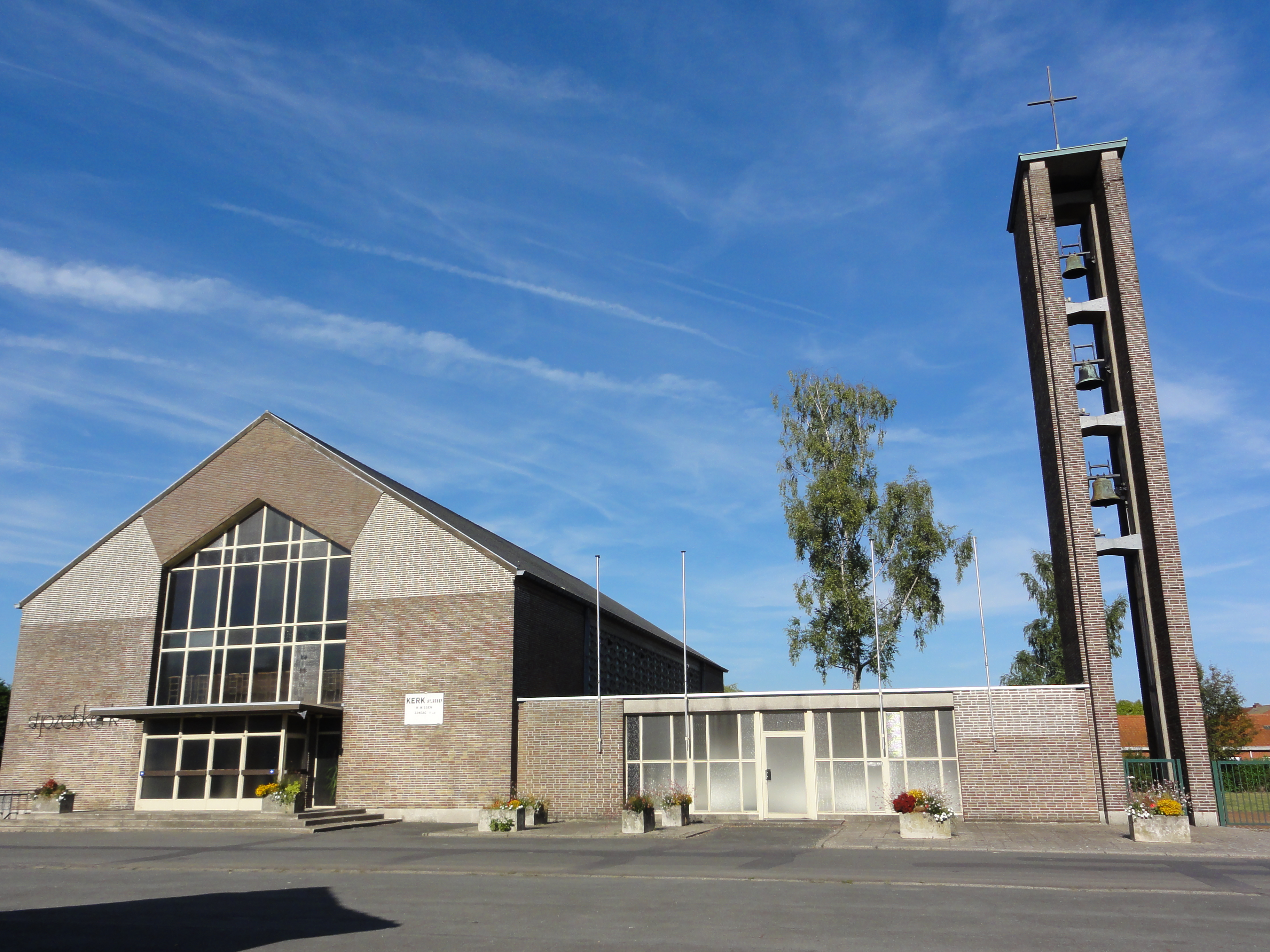
Sint-Jozef Arbeiderkerk

De Sint-Jozef Arbeiderkerk is een rooms-katholiek kerkgebouw in de Oost-Vlaamse stad Dendermonde, gelegen aan de Ommegancklaan 135.
Deze kerk werd in 1967-1970 gebouwd als filiaalkerk voor de wijk  't Keur, naar ontwerp van Antoine Maes en Herman Haché.
Het betreft een zaalkerk in beton met bakstenen bekleding, onder zadeldak. In de voorgevel bevindt zich een groot glasraam en in de zijgevel is een betonnen vlechtwerk aanwezig.
De open betonnen klokkentoren staat vrij van de kerk, tegen een gang aan en heeft drie klokken. Hij is bekroond met een eenvoudig kruis.